# William G. Morgan
William G. Morgan (Lockport, Nova York, 1870 - 1942) va ser un professor d'Educació física que va inventar al voleibol l'any 1895 mentre era director d'educació física de l'Associació Cristiana de Joves (YMCA) a Holyoke, Massachusetts.
El 1897 va deixar l'YMCA per a treballar a General Electric i Westinghouse Electric.